# Pentax K1000
Pentax K1000 (полное название Asahi Pentax K1000) — малоформатный однообъективный зеркальный фотоаппарат, выпускавшийся более 20 лет компанией Asahi Optical Co. Ltd.. Производился в общей сложности с 1976 по 1997 год: сначала в Японии (1976—1978), затем в Гонконге (1978—1980) и Китае (1980—1997). За всё время производства было выпущено более 2,5 миллионов единиц. Популярность камеры объясняется невысокой ценой при отличной надёжности. К концу 1980-х Pentax K1000 оставался одним из немногих полностью механических фотоаппаратов с затвором, работоспособным без батарей на всех выдержках. Большинство иностранных ВУЗов, обучающих фотографии, рекомендуют этот тип фотоаппарата студентам в качестве учебного.

## Особенности конструкции
Модель была младшей во всей неавтофокусной линейке «К» и обладала самой простой конструкцией, рассчитанной на нижний ценовой сегмент. Корпус без объектива стоил чуть больше 200 долларов с самого начала выпуска. В камере отсутствовали автоспуск, репетир диафрагмы, предварительный подъём зеркала, мультиэкспозиция, а также возможность использования приставного электропривода, сменных фокусировочных экранов и задних крышек. При этом фотоаппарат обладал минимальным набором устройств, необходимых для полноценной «зеркалки»: прыгающей диафрагмой, высококачественным светлым видоискателем, распространённым байонетом и полным набором выдержек. В результате он на десятилетие пережил своих «старших» собратьев, заменённых более современной серией «М». Конструктивно камера аналогична резьбовой модели Pentax SP1000, заслужившей хорошую репутацию и популярность задолго до появления байонетных «Пентаксов».
До 1980 года, когда производство переехало в Китай, корпус фотоаппарата был полностью металлическим. После этого верхний и нижний щитки стали пластмассовыми, облегчив конструкцию. Pentax K1000 оснащён фокальным затвором с горизонтальным ходом прорезиненных матерчатых шторок, кратчайшая выдержка которого отражена в названии. Для работы затвора не требуются элементы питания: миниатюрная батарейка, устанавливаемая в корпус фотоаппарата, предназначена только для экспонометра. Встроенный TTL-экспонометр с CdS фоторезистором осуществляет центровзвешенный замер при полностью открытой диафрагме. Несъёмная пентапризма отображает 91 % площади будущего кадра на несменном фокусировочном экране. Выпускались два основных типа экрана, устанавливающихся в камеры разных партий: с центральным пятном микрорастра без клиньев и с клиньями Додена внутри кольца микрорастра. Тип экрана обозначался на упаковочной коробке фотоаппарата. Для установки фотовспышки на пентапризме закреплён «горячий башмак» стандарта ISO:518 с центральным синхроконтактом. Внешние вспышки можно подключать к PC-разъёму на передней стенке корпуса.

## Основные характеристики
- Штатный объектив — «SMC Pentax-M 2/50»;
- Полуавтоматическая установка экспозиции по стрелке гальванометра, в поле зрения видоискателя;
- Диапазон измерения экспонометра — от +3 до +18 eV;
- Диапазон выдержек затвора: от 1/1000 до 1 секунды с синхронизацией электронных вспышек до 1/60. Также предусмотрена ручная выдержка[3];
- Диапазон светочувствительности плёнки — от 32 до 3200 ISO;
- Питание экспонометра: одна батарейка типа A76, S76, LR44 или SR44. Экспонометр включается автоматически транзисторным ключом при попадании света на фоторезистор[1]. Для выключения необходимо надеть крышку на объектив;
- Диапазон температур для работы камеры от −20 до +50 °C;

## Совместимость
Широчайший выбор объективов, выпускавшихся не только «Pentax», но и многочисленными сторонними производителями, включая КМЗ, позволял вести съёмку в любых условиях. Кроме всех «родных» объективов с ручной фокусировкой, камера совместима с большинством автофокусных с байонетом К. Исключение составляют новые серии SMC Pentax FA-J и SMC Pentax DA, в которых отсутствует кольцо диафрагмы. Несмотря на возможность присоединения таких объективов, они работают с камерой неправильно. Кроме того, совпадение рабочего отрезка байонета с резьбовым креплением М42, позволяет с помощью простого адаптера использовать огромный парк резьбовой оптики, в том числе объективов «Takumar» для старых фотоаппаратов «Pentax».
С фотоаппаратом можно использовать любые неавтоматические и автоматические фотовспышки со стандартным башмаком. Системные вспышки, рассчитанные на работу по системе TTL OTF работоспособны только в ручном режиме, поскольку камера не оснащена заобъективным измерением импульсного освещения.

## Различие версий
Производившиеся в Японии и Гонконге версии имеют логотип «AOCo» и надпись «Asahi» на верхнем щитке над объективом.
У китайских К1000 эти надпись и логотип отсутствовали. Верхний и нижний щитки, ручка обратной перемотки и головка установки выдержек вместо металла выполнены из пластмассы, что снизило вес до 525 граммов.
На протяжении всей истории выпуска всеми производителями фотокамера выпускалась только в «хромированном» исполнении: верхний и нижний щитки, а также облицовка шахты зеркала окрашивались серебристой краской. Корпус чёрного цвета обклеивался чёрным (иногда коричневым) кожзаменителем. Pentax K1000 никогда не выпускался в чёрном исполнении.
Небольшими партиями периодически выпускалась модификация «Pentax K1000 SE» (англ. Special Edition). Единственное отличие от базовой модели заключалось в отделке корпуса натуральной кожей чёрного или коричневого цвета. Кроме того расширен диапазон чувствительности плёнки до ISO 20—3200 и установлен фокусировочный экран с более качественным матированием. К 20-летнему юбилею выпуска выпущена ограниченная партия фотоаппаратов «Pentax K1000 SE Gold» с отделкой верхнего и нижнего щитков 24-каратным золотом и красной или коричневой натуральной кожей на корпусе.
В 1994 году для итальянского рынка выпущена ограниченная серия из 300 аппаратов «K1000 Anniversary» оснащённых объективами SMC Pentax-A 2/50. Выпуск был приурочен к 35-летию товарищества Pentax-API.